# نیادریاگاوان
نیادریاگاوان (انگلیسی: Protosirenidae) یک خانواده اولیه منقرض شده از راسته گاودریایی‌سانان است. گمان می‌رود نیادریاگاوان چهارپایان دوزیست بوده‌اند، به این معنی که وقت خود را هم در خشکی و هم در آب می‌گذرانند و چهار پا داشتند.